# Lophostoma carrikeri
Lophostoma carrikeri — вид родини листконосові (Phyllostomidae), ссавець ряду лиликоподібні (Vespertilioniformes, seu Chiroptera).

## Середовище проживання
Країни поширення: Болівія, Бразилія, Колумбія, Французька Гвіана, Гаяна, Перу, Суринам, Венесуела. Населяє тропічні вічнозелені ліси біля струмків, пов'язаний з незайманим лісовим середовищем проживання. 

## Звички
Використовує дупла термітів для спочинку групами від п'яти до 12 осіб. В основному харчується членистоногими.

## Загрози та охорона
Втрати лісових місцеперебувань є проблемою, хоча це не велика загроза. Зустрічаються у ряді природоохоронних територій по всьому ареалу.